# Amphinemura dentifera
Amphinemura dentifera är en bäcksländeart som beskrevs av Zhiltzova 1979. Amphinemura dentifera ingår i släktet Amphinemura och familjen kryssbäcksländor. Inga underarter finns listade i Catalogue of Life.